# Universidad de Rhodes
La Universidad de Rhodes (en inglés:  Rhodes University, en afrikáans: Rhodes-universiteit) es una universidad pública sudafricana situada en Grahamstown. Su nombre es homenaje a Cecil Rhodes.

## Historia
La enseñanza superior en la Colonia del Cabo se componía al principio de 4 escuelas secundarias (el colegio Saint Andrew de Grahamstown, el colegio Gill de Somerset East, el colegio de Graaff-Reinet y el liceo Grey de Port Elizabeth). A principios del siglo XX, solo los de Saint-Andrew y Gill tenían clases preparatorias para el examen de acceso a la Universidad de Buena Esperanza.
En diciembre de 1902, Josiah Slater, diputado en la circunscripción de Albany y editor principal del diario de Grahamstown, se encargó de desarrollar un centro de estudios superiores en la zona. Contó con el apoyo de Leander Starr Jameson, director de la fundación Rhodes, quien al convertirse en primer ministro de la colonia donó directamente 50 000 £ para fundar el colegio universitario de Rhodes, acto validado por el parlamento el 31 de mayo de 1904. Rápidamente, el colegio se fue diversificando y se fueron construyendo edificios diseñados por Herbert Baker.
Paralelamente a la fundación de la Universidad de Stellenbosch que reagrupaba los colegios universitarios Victoria y sudafricanos del Cabo, Rhodes llegó a ser en 1919 un colegio constitutivo de la Universidad de Sudáfrica, y en 1947 se vuelve una universidad independiente, sostenida financieramente por la ciudad de Grahamstown, la fundación Rhodes y la compañía diamantera De Beers. La nueva universidad Rhodes, se inauguró el 10 de marzo de 1951. Hasta 1959 se encargaba también de la gestión de la Universidad de Fort Hare, para sudafricanos no blancos. 
En 1961, Rhodes se agrandó inaugurando un campus en Port Elizabeth pero en 1964, este se desancló para ser la Universidad de Port Elizabeth.
En 2004, pierde la gestión de su campus en East London.

## Destacado alumnado o profesorado
- Alice Krige
- Ian Smith
- Wilbur Smith
- Chris Hani
- André Brink
- Julian Cobbing
- Kathleen Satchwell